# 中込八郎
中込 八郎（なかごみ はちろう、1921年7月20日 - 1999年11月14日）は、日本の高等学校物理教師。

## 人物・来歴
群馬県生まれ。1944年東京高等師範学校理科卒。東京都立竹早高等学校、東京都立西高等学校教諭を務め、1986年定年退職。日本物理教育学会理事。科学写真家。

## 著書
- 『受験参考物理の解き方』聖文社, 1952
- 『物理詳解講義』聖文社, 1956
- 『物理演習の要領』聖文社, 1960 2刷
- 『物理「1・2」根底500題』聖文社, 1975.2
- 『図説エレクトロニクス技術 入門と応用』聖文社, 1980.10
- 『物理根底300題 新課程』聖文社, 1984
- 『物理の征服』聖文社, 1987.5

### 共編著
- 『全問精解物理根底500題』福本正人共著. 聖文社, 1953
- 『高田式物理学粋 新版』沖山幸太郎共著. 慶文堂書店, 1956
- 『中学理科完成500題』柴山文雄,寿円晋吾 共著. 聖文社, 1956
- 『物理の焦点整理』 (焦点シリーズ) 高橋毅共著. 池田書店, 1964.12
- 『ストロボスコープ 物理編』堀田昌邦, 高橋毅共編. 講談社, 1966
- 『力のつく物理』高橋毅 共著. 聖文社, 1966.9
- 『最新教育物理実験』編. 聖文社, 1967
- 『基礎力物理』 (3D方式シリーズ) 糠谷正行共著. 学習研究社, 1967.4
- 『科学写真の撮り方』岡義雄,仲下雄久共著. 聖文社, 1969
- 『物理実験ハンドブック』藤井清 (物理学者)共編. 講談社, 1977.9
- 『物理現象を読む 身近な出来事を見直し、考えよう』藤井清共著. 講談社ブルーバックス, 1978.3
- 『見てわかる力学 写真で楽しく学ぶ本』藤井清共著. 講談社ブルーバックス, 1982.2